# Kara Cooney

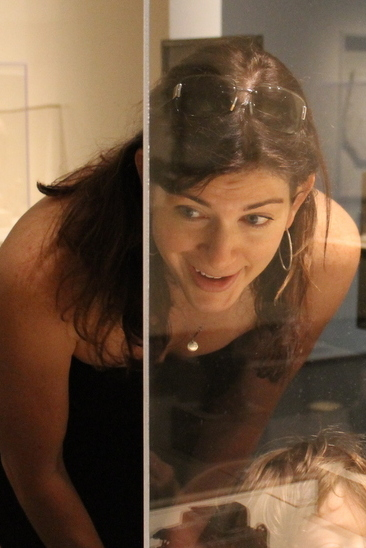
Kara Cooney (2014)

Kathlyn Mary Cooney  (* 8. März 1972) ist eine US-amerikanische Ägyptologin.

## Leben
Kara Cooney stammt väterlicherseits aus Irland, genauer dem County Cork, und mütterlicherseits aus Italien, so kam ihre Großmutter aus den Abruzzen und ihr Großvater aus Neapel. Sie wuchs in Houston auf und machte 1990 ihren High-School-Abschluss. Ihren Bachelorabschluss erhielt sie an der University of Texas at Austin. 2002 wurde sie in Nahoststudien an der Johns Hopkins University promoviert. Zur selben Zeit arbeitete sie als Kuratorin an der National Gallery of Art. Als Dozentin lehrte sie anschließend an der Stanford University und der Howard University. Sie ist Associate Professor an der University of California, Los Angeles.
Für den US-amerikanischen Fernsehsender Discovery Channel arbeitete sie an zwei Dokumentarreihen. 2009 für Out of Egypt und gemeinsam mit Zahi Hawass für Egypt's Lost Queen.
Sie nahm an Ausgrabungen in Deir el-Medina, Dahschur und Theben teil.
Mit The Woman Who Would Be King. Hatshepsut's Rise to Power in Ancient Egypt veröffentlichte sie eine Biografie über die altägyptische Königin Hatschepsut.
Sie ist mit dem Fernsehproduzenten Neil Crawford verheiratet. 2010 wurde ihr gemeinsamer Sohn geboren. Sie hat einen Bruder, der Anwalt ist.

## Veröffentlichungen (Auswahl)
- The Cost of Death: The Social and Economic Value of Ancient Egyptian Funerary Art in the Ramesside Period. Nederlands Instituut voor het Nabije Oosten, Leiden 2007, ISBN 9-062-58222-2.
- The Woman Who Would Be King: Hatshepsut's Rise to Power in Ancient Egypt. Crown, New York 2014, ISBN 0-307-95676-8.
- The good kings: Absolute power in ancient egypt and the modern world. National Geographic Society, Washington (D.C.) 2021, ISBN 978-1-4262-2196-5.